# Elvira Banotti
Elvira Banotti, née à Asmara le 17 juillet 1933 et morte à Lavinio près de Rome le 2 mars 2014, est une journaliste et une féministe italienne d'origine érythréenne.

## Biographie
Son grand-père, un Italien parti en Érythrée pour construire un chemin de fer à la fin du XIXe siècle, a épousé une Érythréenne. Elvira Banotti commence à travailler à l'âge de 14 ans et en 1953, elle est embauchée au consulat d'Asmara. En 1960, elle est transférée au consulat d'Addis-Abeba, où elle se heurte aux directives des autorités italiennes. Elle se consacre également à la mode, dessinant des mannequins et organisant des défilés de mode. Sa famille, d'origine italienne, grecque et érythréenne, s'installe à Rome entre 1962 et 1963.
En 1969, dans une émission de télévision, elle accuse Intro Montanelli de viol lors de son mariage avec une Érythréenne de 12 ans. Intro Montanelli a payé au père de l'enfant la somme de 500 lires suivant la coutume du madamisme.
En juillet 1970, elle fonde à Rome le groupe Rivolta Femminile (Révolte Féminine) avec Carla Lonzi et Carla Accardi. Ce groupe rédige le Manifeste de la révolte féminine. En 1971, elle publie La Sfida femminile, un texte qui recueille des témoignages de femmes sur l'avortement, qui est extrêmement critiqué tant par le monde journalistique que par le monde politique, dont le Parti communiste italien.
Avec d'autres féministes, Elvira Banotti crée le « Tribunale 8 marzo » pour juger la religion et l'Église catholique. Pour une banderole disant « L'Église a conçu la théologie du viol », elle est elle-même jugée à L'Aquila pour diffamation de la religion, mais elle est acquittée. Le crime de diffamation de la religion sera abrogé peu de temps après.
Elle  est une invitée régulière  aux émissions de Maurizio Costanzo sur Canale 5 et de Giuliano Ferrara sur Italia 1, où elle considère la sexualité masculine  comme prédatrice. Dans les années suivantes, elle s'oppose ouvertement à la pornographie diffusée par les chaînes de télévision privées. Elle lutte également contre la prostitution et s'est opposée à la réouverture des maisons closes,.

## Livres
- La sfida femminile. Maternità e aborto, Bari, De Donato, 1971.
- Autobiografia Una ragazza speciale, L’Ortica, 2011, con il Manifesto di rivolta femminile in appendice[5]